# سیارک ۶۷۶۱
سیارک ۶۷۶۱ (به انگلیسی: 6761 Haroldconnolly، نامگذاری:1981EV19) شش هزار و هفتصد و شصت و یکمین سیارک کشف شده‌است که در ۲ مارس ۱۹۸۱ کشف شد.
قدر مطلق سیارک برابر ۳۲.۳ است.